# Ga Thủ Thiêm
Ga Thủ Thiêm là một trong các nhà ga của Tuyến đường sắt cao tốc Bắc - Nam, Tuyến số 2, Tuyến số 10 và Tuyến đường sắt nhẹ Thủ Thiêm – Cảng hàng không quốc tế Long Thành, nằm tại thành phố Thủ Đức, Thành phố Hồ Chí Minh. 
Phía Tây nhà ga giáp Rạch Cá Trê, phía Nam giáp đường Mai Chí Thọ.